# Ophiorrhiza larseniorum
Ophiorrhiza larseniorum là một loài thực vật có hoa trong họ Thiến thảo. Loài này được Schanzer mô tả khoa học đầu tiên năm 2005.